# Monceau-le-Waast
Monceau-le-Waast é uma comuna francesa na região administrativa de Altos da França, no departamento de Aisne. Estende-se por uma área de 5,41 km². Em 2010 a comuna tinha 230 habitantes (densidade: 42,5 hab./km²).